# Мийль, Майро
Майро Мийль (эст. Mairo Miil; 15 февраля 2000, Таллин) — эстонский футболист, правый защитник.

## Биография
Воспитанник клуба «Курессааре». Взрослую карьеру начал в 15-летнем возрасте в этом же клубе, выступавшем тогда в первой лиге Эстонии. По итогам сезона 2015 года вместе с клубом вылетел в третий дивизион, где провёл полсезона.
Летом 2016 года перешёл в таллинскую «Флору», где в течение полутора лет играл за резервный состав в первой лиге. За основную команду «Флоры» провёл три матча на ранних стадиях Кубка Эстонии в 2017 году.
В начале 2018 года вернулся в «Курессааре», который проводил первый сезон после возвращения в высший дивизион Эстонии. В элите футболист дебютировал 3 марта 2018 года в игре против «Транса», проведя на поле все 90 минут. На протяжении четырёх сезонов Мийль был основным игроком стартового состава клуба и сыграл более 100 матчей в высшей лиге. Сезон 2022 года также начал в качестве основного игрока, однако в марте 2022 года получил травму ноги в игре молодёжных сборных, в результате пропустил значительную часть сезона.
Много лет был основным игроком младших сборных Эстонии, провёл в общей сложности 43 матча.